# المسيحية في بوتان

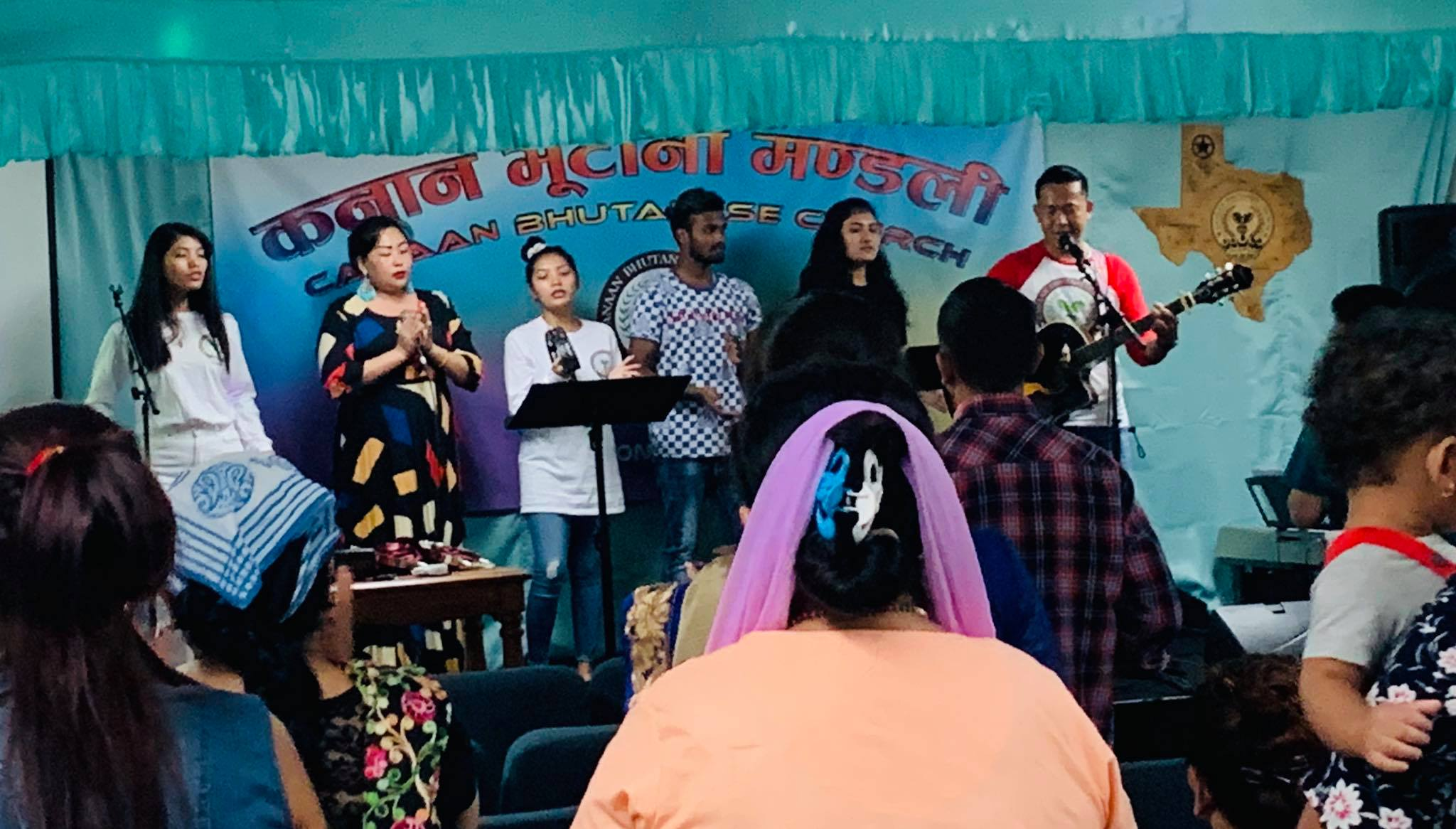
أتباع كنيسة منزلية خمسينية في بوتان.

تُشكل المسيحية في بوتان أقلية صغيرة، وتنتشر بشكل خاص بين الجماعات العرقية النيبالية ويتركزون في المدن والمناطق الجنوبية من البلاد. وينتمي معظم المسيحيين في البلاد إلى الكنائس الخمسينية إلى جانب أقلية صغير رومانية كاثوليكية. وفقًا للموقع الفرنسي "Aide à l'Eglise en détresse" على شبكة الإنترنت، تصل أعداد المسيحيون في بوتان حوالي 12,255 منهم 1,000 كاثوليكي. في حين وفقاً لتقرير الحريات الدينية الصادر عن وزارة الخارجية الأمريكية تقدر أعداد المسيحيين في المملكة بين 3,000 إلى 15,000 شخص. ووفقاً لتقديرات مركز بيو للأبحاث يُشكل أتباع الديانة المسيحية حوالي 0.5% من سكان بوتان.
وصلت المسيحية إلى بوتان لأول مرة إلى البلاد في أواخر القرن السابع عشر من قبل المبشرين اليسوعيين البرتغاليين، لكن لم تنجح البعثات الكاثوليكية في اكتساب الكثير من الجاذبية بين البوذيين المتدينين من الشعب البوتاني، حيث ظلّت بوتان رسمياً مغلقة أمام المسيحية وأمام جميع المؤثرات الخارجية الأخرى حتى ما قبل الانقلاب الفاشل بين عام 1964 وعام 1965. في أكتوبر من عام 1963، دعا الملك جيغمي دورجي وانغشوك الراهب اليسوعي ويليام ماكي للإقامة في المملكة وإنشاء نظام مدرسي باللغة الإنجليزية كجزء من سلسلة من جهود التحديث، وبقي حتى وفاته عام 1995. سميت المصادر عام 1965 كتاريخ متى أصبح نشاط الكنيسة مرئياً وبداية في النمو بأعداد المسيحيين في المملكة.

## تاريخ

### العصور المبكرة
في عام 1627 قام راهبان من الرهبنة اليسوعية وهما إستيفاو كاسيلا وجواو كابرال، بالسفر من كوتشي للمحاولة بإنشاء طريق جديد للبعثة اليسوعية في شيغاتسي في التبت، وخلال هذه المهمة التبشيرية قام الراهبان بزيارة بوتان. أثناء وجودهم في بوتان، التقى الأب كاسيلا والأب كابرال نجاوانغ نامجيال، المؤسس والزعيم الديني للدولة البوتانية، وقضوا أشهر في بلاطه. «شجع زابدرونغ اليسوعيين بقوة على البقاء وحتى سمح لهم باستخدام غرفة كمصلى، ومنحت لهم الأرض في بارو لبناء كنيسة وأرسل بعض من أتباع بلاطه للانضمام إلى الجماعة، وبدون أي نجاح في تحويل السكان المحليين وذلك على الرغم من موقف زابدرونغ ضد رحيلهم، ترك اليسوعيين البلاد في نهاية المطاف إلى التبت». وتؤكد زيارتهم أيضًا في مصادر بوتانية معاصرة، بما في ذلك سيرة زابدرونغ نجاوانغ نامجيال.

### العصور الحديثة
كجزء من عملية إعادة التوجيه الأساسية للمجتمع البوتاني، وإعادة تنظيم المجتمع والحكومة تمت دعوة رهبنتين دينيتين وهم اليسوعيون في عام 1963 والساليزيان في عام 1965 إلى البلاد لفتح شبكة مدارس على النمط الغربي من قبل جيغمي دورجي وانغشوك وهو أول ملك للبلاد بعد استقلالها عن الهند. وتم السماح بالمسيحية رسميًا فقط في عام 1965، ويعتبر هذا التاريخ (عام 1965) بحسب بعض المصادر التاريخ الذي أصبح فيه نشاط الكنيسة المسيحية مرئياً في المملكة وبداية في النمو بأعداد المسيحيين بشكل ملحوظ في المملكة. وكان جيغمي دورجي وانغشوك قد جلب التقنيات والأساليب الحديثة للحفاظ على ثقافة بوتان وتعزيزها، ومع ذلك، في الوقت نفسه، قدم إلى البلاد العلوم والتكنولوجيا الغربية. لاحقاً طُرد الرهبان الساليزيان في فبراير عام 1982 بتهمة التبشير بالإنجيل وكان في السلطة آنذاك جيغمي سينغي وانغشوك. وكان المبشر الكاثوليكي الوحيد الذي سُمح له بالبقاء في البلاد من عام 1963 حتى وفاته في عام 1995، هو الكاهن اليسوعي البوتاني المولد ويليام ماكي، والذي افتتح العديد من المدارس الثانوية وكلية شيروبتسي قبل الجامعة.
في عام 1979 نهى الملك جيغمي سينغي وانغشوك عن ممارسة ديانات أخرى غير البوذية والهندوسية. ومنع 6 آلاف مسيحي يعيشون في البلاد آنذاك، ومعظمهم من البروتستانت، من بناء الكنائس والعبادة المسيحية، مما أدى إلى إنشاء مجتمع مسيحي سري يمارس طقوسه بسرية في الكنائس المنزلية، وهي تسمية يستخدم لوصف مجموعة من المسيحيين الذين يتجمعون للعبادة بانتظام في المنازل الخاصة. قام الملك جيغمي سينغي وانغشوك بتشجيع ازدهار الحياة الرهبانية البوذية في البلاد حيث كان هناك حوالي 2,000 راهب بوذي في الأديرة التي تدعمها الدولة في عام 1972 عندما بدأ عهده، لكن بحلول عام 2006، زاد عدد الرهبان الذين يعيشون على مخصصات الدولة إلى ما يزيد قليلاً عن 6,000 راهب. حتى عام 2006 حُكمت البلاد من خلال نظام ثيوقراطي بوذي، وفي عام 2008 أدَّى صعود جيغمه خيسار نمجيل وانغشاك إلى العرش إلى ظهور آمال جديدة في الانفتاح في البلاد، مع وضع دستور جديد ينص على حرية العقيدة لجميع مواطني بوتان، بعد إبلاغ السلطات. لكن التبشير ونشر الأناجيل وبناء مدارس مسيحية تظل محظورة. حتى الآن، الكاهن اليسوعي كينلي تشيرينج هو الكاهن المقيم الوحيد في البلاد، وهو بوتاني المولد.

#### الأوضاع الحالية
أشار تقرير في عام 2002 عن مركز الخدمات المسيحية في بوتان أن «لدى حوالي 65,000 مسيحي [في البلاد] كنيسة واحدة فقط تحت تصرفهم». في حين وفقاً لتقرير الحريات الدينية الصادر عن وزارة الخارجية الأمريكية تقدر أعداد المسيحيين في المملكة بين 3,000 إلى 15,000 شخص. ووفقاً لتقديرات مركز بيو للأبحاث يُشكل أتباع الديانة المسيحية حوالي 0.5% من سكان بوتان. وفي عام 2006 أشارت شبكة أخبار نيوز أنه «من غير القانوني أن يعتنق البوذي المسيحية وأنه ممنوع بناء مباني الكنيسة... ويسمح للمسيحيين في بوتان فقط بممارسة إيمانهم في المنزل، والذين يختارون علنًا اتباع تعاليم يسوع يمكن طردهم من بوتان وتجريدهم من الجنسية». في عام 2007 ذكرت مؤسسة الإنجيل من أجل آسيا أن «الحكومة بدأت مؤخرًا في قمع المسيحيين من خلال منع بعض التجمعات من أجل العبادة، مما تسبب في اغلاق اثنين من الكنائس التابعة لمؤسسة الإنجيل من أجل آسيا أبوابها مؤقتا (...) بموجب قانون بوتان، من غير القانوني محاولة تحويل أشخاص من الديانات المهيمنة في البلاد [البوذية والهندوسية]». وفقاً لمؤسسة أبواب مفتوحة «يأتي الاضطهاد البوذي أساسًا من الأسرة والمجتمع والرهبان الذين يملكون نفوذًا قويًا في المجتمع، وحالات الفظائع (أي الضرب) آخذة في التناقص في العدد، وهذا نتيجة للتغيرات الرئيسية في البلاد، بما في ذلك تنفيذ دستور جديد يضمن حرية دينية أكبر». توجد في بوتان مركز الإعلام المسيحية وهي منظمة غير حكومية تلقي الضوء على اضطهاد المسيحيين في بوتان. كما يبث البث الإذاعي الإنجيل من أجل آسيا إلى بوتان في خمسة لغات. ويقيم معظم المسيحيين في البلاد في جنوب بوتان.
وفقاً لتقرير الحريات الدينية الصادر عن وزارة الخارجية الأمريكية أفادت بعض الجماعات المسيحية أن الاجتماعات الدينية تُعقد بشكل سري، خاصةً في المناطق الريفية، خوفاً من السلطات. في عام 2007، ذكرت وزارة الخارجية الأمريكية أنَّ أحد المباني التي تم الإبلاغ عنها لاستخدامها للعبادة المسيحية تقع في جنوب البلاد. في عام 2007 لم ترد تقارير عن رفض ترقية بعض المسيحيين القلائل العاملين في الخدمة الحكومية؛ ومع ذلك، كانت هناك مثل هذه التقارير في الماضي.

## الطوائف المسيحية

### البروتستانتية

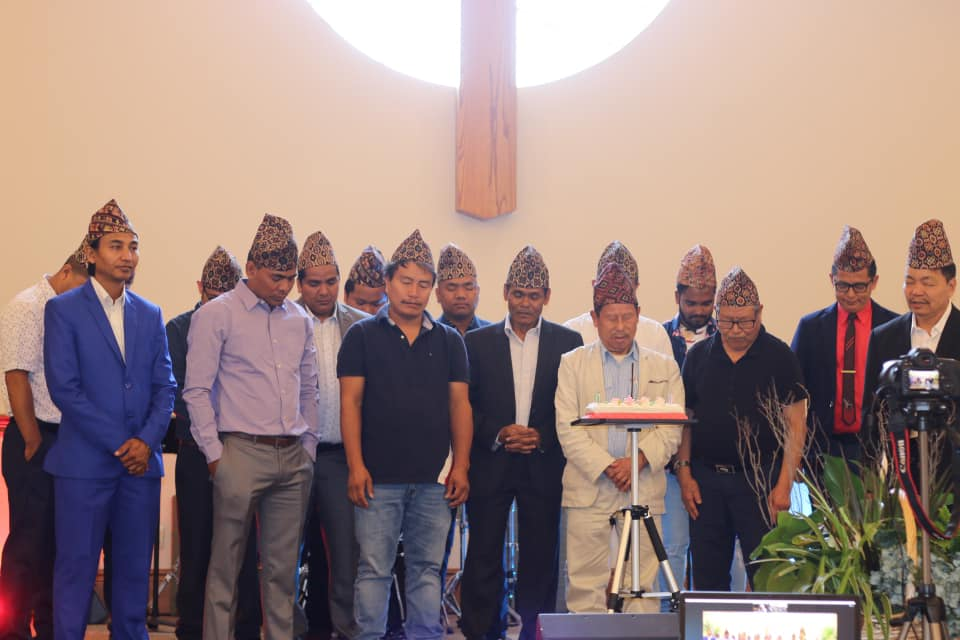
قساوسة بروتستانت في بوتان.

تُشير مصادر إلى أن أغلبية المسيحيون في البلاد يمنتمون إلى المذاهب البروتستانتية. ويتبع غالبية البروتستانت في البلاد الكنيسة المذهب الخمسيني، والتي لديها تجمعين في بوتان. رابطة الحياة الجديدة الهندية هي طائفة بروتستانتية أخرى ولها جماعة واحدة في بوتان. هناك مجموعات بروتستانتية أخرى في البلاد مثل الشدي، وهناك أيضًا مسيحيون بلا طائفة، ويُطلق عليهم «الإخوة» وعددهم حوالي 400 في بوتان.

### الكاثوليكية
الكنيسة الكاثوليكية البوتانيَّة هي جزء من الكنيسة الكاثوليكية العالمية في ظل القيادة الروحية للبابا في روما، وينتمي أتباع الكنيسة الرومانية الكاثوليكية في بوتان إقليميًا إلى أبرشية دارجيلنغ في الهند. يعود الوجود الكاثوليكي الأول في البلاد إلى عام 1627 عندما قام راهبان من الرهبنة اليسوعية وهما إستيفاو كاسيلا وجواو كابرال، بالسفر من كوتشي للمحاولة بإنشاء طريق جديد للبعثة اليسوعية في شيغاتسي في التبت، وخلال هذه المهمة التبشيرية قام الراهبان بزيارة بوتان.
تمت دعوة رهبنتين دينيتين وهم اليسوعيون في عام 1963 والساليزيان في عام 1965 إلى البلاد لفتح مدارس. وتم السماح بالمسيحية رسميًا فقط في عام 1965. وطُرد الرهبان الساليزيان في فبراير عام 1982 بتهمة التبشير بالإنجيل. وكان المبشر الكاثوليكي الوحيد الذي سُمح له بالبقاء في البلاد من عام 1963 حتى وفاته في عام 1995، هو الكاهن اليسوعي البوتاني المولد ويليام ماكي، والذي افتتح العديد من المدارس الثانوية وكلية شيروبتسي قبل الجامعة. ونظرًا لأن مهمته كانت بناء نظام تعليمي حديث في البلاد، لم يحاول بالتبشير بالمسيحية.
يُعتقد أن هناك حوالي 1,000 كاثوليكي في البلاد، وبحسب براكاش دوبي يتعرض المسيحيون من جميع الطوائف للتمييز. وبسبب اعتماد البوذية الديانة الرسمية للمملكة فقد مُنعت البعثات الكاثوليكية من الدخول والعمل في فيها. رُسم أول كاهن كاثوليكي بوتاني المولد، وهو كينلي تشيرينج، في عام 1986. حيث أن بعد لقاء مع الأم تيريزا قرر أن يصبح كاهنًا كاثوليكيًا. وكمواطن في البلاد، يُسافر كينلي تشيرينج بحرية في بوتان، ويحتفل بقداس عيد الميلاد في يوم 24 ديسمبر. ويُعتقد أيضًا أنه أول من تحول من الديانة البوذية إلى الإيمان المسيحي في بوتان. زار رئيس أساقفة جواهاتي في ولاية آسام الهندية المجاورة الكاثوليك البوتانيين في جميع أنحاء البلاد في عام 2011 تحت راية برنامج تدريبي للشباب البوتاني.

## الأوضاع الإجتماعية

### القيود على الإيمان المسيحي

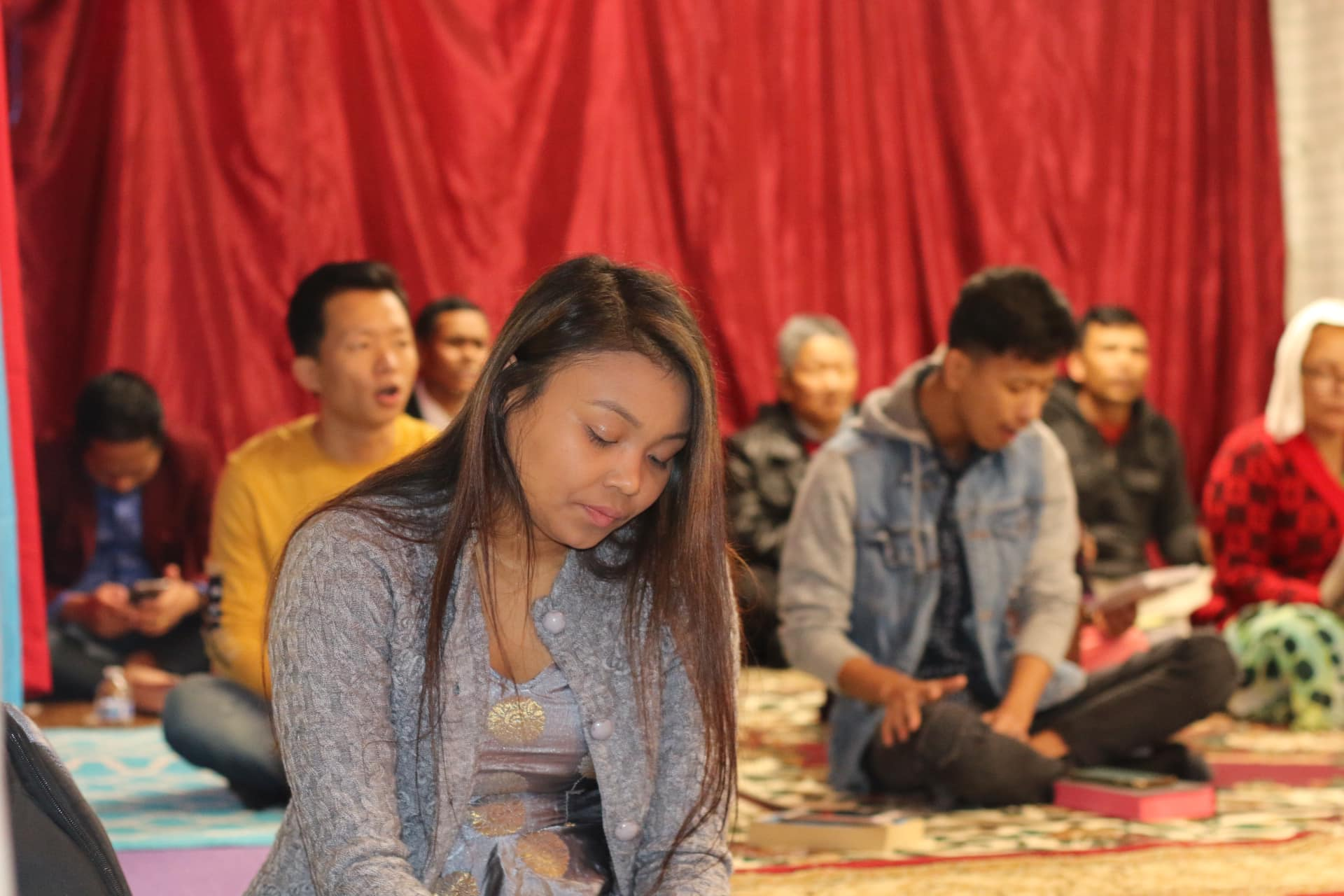
مسيحيون يقومون بالصلاة ودراسة الكتاب المقدس في بوتان.

الماهايانا البوذية هي دين الدولة في بوتان، على مذهب فاجرايانا، ويُشكل البوذيون حوالي 75% من السكان ويليهم الهندوس ويشكلون حوالي 23% من السكان. هناك تقييد في الممارسات الدينية للأديان الغير البوذية، ووفقًا لمنظمة «أبواب مفتوحة» هناك اضطهادات موجهه ضد المسيحيون خاصًة للمتحولين للديانة المسيحية في بوتان ويأتي ذلك أساسًا من الأسرة والمجتمع، والرهبان البوذيين.
في يوم عيد أحد الشعانين في 8 أبريل عام 2001، ذهبت الشرطة البوتانية إلى الكنائس وقامت بتسجيل أسماء المؤمنين وهددت أحد القساوسة بالسجن بعد الاستجواب. ومن غير القانوني للمسيحيين أداء الخدمات العامة، وكثيرًا ما يُحرم القساوسة من تأشيرات دخول البلاد. يحمي دستور بوتان حرية الدين لمواطني بوتان، لكن التبشير محظور. وتنص المادة 7.4 على ما يلي: «يتمتع المواطن البوتاني بالحق في حرية الفكر والضمير والدين، ولا يجوز إجبار أي شخص على الانتماء إلى دين آخر عن طريق الإكراه أو التحريض».
في عام 2002 ووفقًا لتقرير من قبل منظمة المسيحيون في بوتان وُجد أن لحوالي 65,000 مسيحي هناك فقط كنيسة واحدة تحت تصرفهم. في حين وفقاً لتقرير الحريات الدينية الصادر عن وزارة الخارجية الأمريكية تقدر أعداد المسيحيين في المملكة بين 3,000 إلى 15,000 شخص. ووفقاً لتقديرات مركز بيو للأبحاث يُشكل أتباع الديانة المسيحية حوالي 0.5% من سكان بوتان. في عام 2007 وحسب منظمة شبكة أخبار البعثة وجدت أنه من غير القانوني للبوذيين التحول إلى المسيحية أو بناء الكنائس والمباني المسيحية وقد يتجرد البوذي المتحول إلى المسيحية من جنسيته.